# 4-72 Colombia
4-72 Colombia was een Colombiaanse continentale wielerploeg, uitkomend in de continentale circuits van de UCI. In het seizoen 2011 kwam de ploeg op een ProContinental-niveau uit. Als Colombiaanse ploeg op dat niveau werd het in 2012 opgevolgd door Coldeportes-Colombia, waardoor deze ploeg tot de continentale circuits werd gedegradeerd en bijna heel zijn rennersveld moest vervangen. In 2015 verloor het team zijn continentale status en kregen ze een nationale status. De ploeg is toen ook veel kleiner geworden.

## Bekende renners
- Fabio Duarte (2008-2010)
- Freddy González (2007-2008)
- Sergio Henao (2007-2009)
- Víctor Hugo Peña (2010-2011)
- Luis Laverde (2009-2011)
- Nairo Quintana (2010-2011)
- 🇨🇴 Esteban Chaves (2011-2013)

## Samenstellingen

### 2015
| Naam                | Geboortedatum    | Nationaliteit | Ploeg 2014 |
| ------------------- | ---------------- | ------------- | ---------- |
| Hernán Aquirre      | 13 december 1995 | Colombia      |            |
| Edson Calderón      | 3 juni 1984      | Colombia      |            |
| Fernando Orjuela    | 4 november 1991  | Colombia      |            |
| César Paredes       | 5 september 1992 | Colombia      |            |
| Juan Diego Quintero | 6 maart 1992     | Colombia      |            |
| Yors Santofimo      | 26 december 1995 | Colombia      |            |
| Bernardo Suaza      | 28 november 1992 | Colombia      |            |

### 2014
| Naam                  | Geboortedatum     | Nationaliteit | Ploeg 2013 |
| --------------------- | ----------------- | ------------- | ---------- |
| Hernán Aquirre        | 13 december 1995  | Colombia      | Neo        |
| Edson Calderón        | 3 juni 1984       | Colombia      |            |
| Juan Ernesto Chamorro | 18 november 1991  | Colombia      |            |
| Daniel Durango        | 12 november 1992  | Colombia      |            |
| Diego Ochoa           | 5 juni 1993       | Colombia      |            |
| Fernando Orjuela      | 4 november 1991   | Colombia      |            |
| Juan Felipe Osorio    | 30 januari 1995   | Colombia      | Neo        |
| César Paredes         | 5 september 1992  | Colombia      |            |
| Juan Diego Quintero   | 6 maart 1992      | Colombia      |            |
| Ever Rivera           | 27 december 1991  | Colombia      |            |
| Yean Rodríguez        | 7 maart 1991      | Colombia      |            |
| Yors Santofimo        | 26 december 1995  | Colombia      | Neo        |
| Camilo Suárez         | 18 september 1988 | Colombia      |            |
| Bernardo Suaza        | 28 november 1992  | Colombia      | Neo        |
| Carlos Urán           | 6 juni 1980       | Colombia      |            |
| Juan Pablo Villegas   | 15 oktober 1987   | Colombia      |            |

### 2013
| Naam                  | Geboortedatum     | Nationaliteit | Ploeg 2012                                    |
| --------------------- | ----------------- | ------------- | --------------------------------------------- |
| Edson Calderón        | 3 juni 1984       | Colombia      | Neo                                           |
| Jesús Castaño         | 11 februari 1986  | Colombia      |                                               |
| Juan Ernesto Chamorro | 18 november 1991  | Colombia      | Neo                                           |
| Daniel Durango        | 12 november 1992  | Colombia      | Neo                                           |
| José Galindo          | 5 juli 1993       | Colombia      | Neo                                           |
| Diego Ochoa           | 5 juni 1993       | Colombia      | Neo                                           |
| Fernando Orjuela      | 4 november 1991   | Colombia      | Neo                                           |
| César Paredes         | 5 september 1992  | Colombia      | Neo                                           |
| Heiner Parra          | 9 oktober 1991    | Colombia      | Geen                                          |
| Juan Diego Quintero   | 6 maart 1992      | Colombia      | Neo                                           |
| Ever Rivera           | 27 december 1991  | Colombia      | Neo                                           |
| Yean Rodríguez        | 7 maart 1991      | Colombia      | Gobernación de Antioquia-Indeportes Antioquia |
| Sebastián Salazar     | 23 januari 1990   | Colombia      | Geen                                          |
| Camilo Suárez         | 18 september 1988 | Colombia      | EPM-UNE                                       |
| Carlos Urán           | 6 juni 1980       | Colombia      | Neo                                           |
| Juan Pablo Villegas   | 15 oktober 1987   | Colombia      | Geen                                          |

## Overwinningen
| Wedstrijd                           | Datum         | Categorie | Winnaar             |
| ----------------------------------- | ------------- | --------- | ------------------- |
| 1e etappe Ronde van Mexico          | 4 maart 2014  | 2.2.      | Juan Pablo Villegas |
| 3e etappe Ronde van Mexico          | 6 maart 2014  | 2.2.      | Diego Ochoa         |
| 4e etappe Ronde van Mexico          | 7 maart 2014  | 2.2.      | Juan Pablo Villegas |
| 5e etappe Ronde van Mexico          | 8 maart 2014  | 2.2.      | Juan Pablo Villegas |
| Eindklassement Ronde van Mexico     | 9 maart 2014  | 2.2.      | Juan Pablo Villegas |
| Colombiaans kampioenschap, Beloften | 11 april 2014 | CN        | Diego Ochoa         |